# Diócesis de Suacia
La diócesis de Suacia o de Svač (en latín: Dioecesis Suacinensis, en italiano: Diocesi di Suacia y en albanés: Dioqeza e Shasit) fue una circunscripción eclesiástica de la Iglesia católica en Montenegro. Se trataba de una diócesis latina, sufragánea de la arquidiócesis de Bar. Fue suprimida poco después de 1530 y restaurada como diócesis titular en 1933 con el nombre de diócesis de Suacia. Desde el 8 de mayo de 2008 su arzobispo titular a título personal es Bernardito Cleopas Auza.

## Territorio y organización

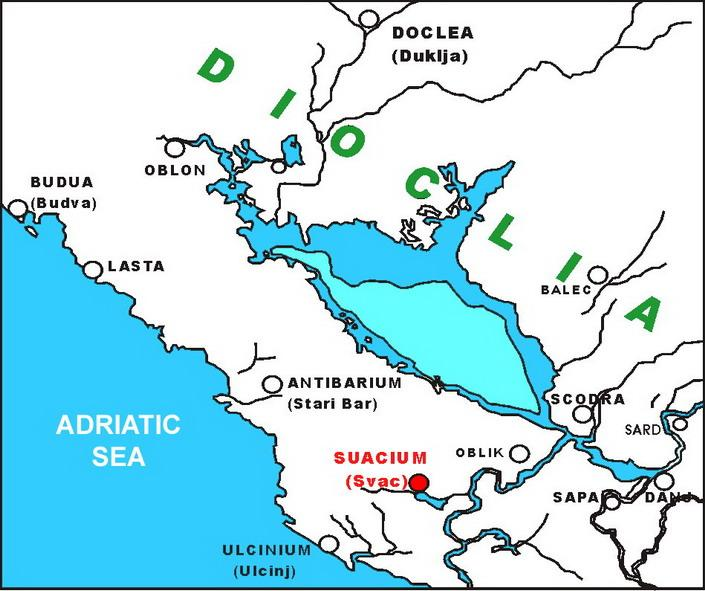
Localización de Suacia en el

La diócesis extendía su jurisdicción sobre los fieles católicos de rito latino residentes en parte de la actual Montenegro, en territorio que hoy pertenece a la arquidiócesis de Bar al sur de la parte oriental del lago Skadar.
La sede de la diócesis se encontraba en la ciudad de Šas o Svač (Suacia en italiano), en donde se hallan las ruinas de la Catedral de San Juan Bautista.

## Historia
La diócesis de Suacia tiene orígenes inciertos. Según Farlati, el primer obispo de Suacia, cuyo nombre se desconoce, murió en el mar alrededor de 1030 junto con otros obispos, mientras se dirigía al Concilio de Spalato.
En 1034 pasó a formar parte de la provincia eclesiástica de la arquidiócesis de Bar o Antivari. En 1078 se convirtió en sufragánea de la arquidiócesis de Ragusa de Dalmacia (hoy diócesis de Dubrovnik), pero en 1174 regresó a la provincia eclesiástica de Bar.
En el primer cuarto del siglo XVI se unió in persona episcopi a la arquidiócesis de Bar, pero esta unión duró poco.
Poco después de 1530 se unió a la diócesis de Scutari (hoy arquidiócesis de Shkodër-Pult) y fue efectivamente suprimida.

### Diócesis titular
Desde 1933 Suacia figura entre las sedes episcopales titulares de la Iglesia católica como diócesis de Suacia. Desde el 8 de mayo de 2008 su arzobispo titular a título personal es Bernardito Cleopas Auza, nuncio apostólico en la Unión Europea.

## Episcopologio
- Anónimo † (mencionado en 1030 circa)
- Anónimo (Basilio ?) † (mencionado en 1142)[3]
- Pietro I † (antes del 19 de junio de 1166-después de 1167)[4]
- Domenico † (?-antes de septiembre de 1199 depuesto)[5]
- G. † (antes de diciembre de 1200-?)[6]
- Anónimos † (mencionados en 1234, 1250 y 1251)[7]
- Marco † (antes de enero de 1252-1262 falleció)[8]
- Pietro II † (mencionado en 1284)[9]
- Gregorio, O.F.M. † (antes de 1303-antes del 25 de febrero de 1307 renunció)[10]
- Benedetto † (24 de diciembre de 1307-8 de julio de 1317 nombrado arzobispo de Ragusa)
- Zaccaria, O.P. † (16 de julio de 1318-después de 1320[11])
- Anónimo † (mencionado en 1326)[12]
- Sergio I † (?-circa 1345 falleció)
- Paolo, O.Carm. † (4 de julio de 1345-?)
- Pietro III † (antes de 1363-después de 1387[13])
- Minore † (?-13 de septiembre de 1403 nombrado arzobispo de  Durrës)
  - Leonardo † (?-circa 1404 renunció) (obispo electo)
- Petrus Kirten † (27 de febrero de 1404-?)
- Antonio da Firenze, O.P. † (12 de agosto de 1418-?)
- Pietro † (1420-15 de marzo de 1435 nombrado obispo de Ulcinj)
- Sergio II † (18 de mayo de 1439-circa 1440 falleció)
- Paolo Dusso † (16 de noviembre de 1440-22 de diciembre de 1445 nombrado obispo de Drivasto)
- Antonio da Fabriano, O.F.M. † (18 de julio de 1446-20 de abril de 1465 nombrado obispo de Caorle)
  - Sede vacante (1465-?)
- Francesco † (?-circa 1507 falleció)
- Stefano † (7 de febrero de 1507-?)
- Nicola † (8 de abril de 1517-?)
- Giovanni Rosa † (27 de enero de 1520-12 de octubre de 1524 nombrado obispo de Scardona)
- Tommaso † (13 de julio de 1530-?)

### Obispos titulares
- Denis J. Moynihan † (17 de julio de 1969-10 de diciembre de 1970 renunció)
- Charles Roman Koester † (2 de enero de 1971-24 de diciembre de 1997 falleció)
- Richard Edmund Pates (22 de diciembre de 2000-10 de abril de 2008 nombrado obispo de Des Moines)
- Bernardito Cleopas Auza, desde el 8 de mayo de 2008